# Nicola Leone
Nicola Leone (Diamante, 28 febbraio 1963) è un informatico italiano, magnifico rettore dell'Università della Calabria dal 1º novembre 2019.

## Carriera e ricerca
È stato professore di Database Systems presso la TU Wien. Dal 2000 è professore ordinario presso l'Università della Calabria.
Si occupa di intelligenza artificiale rappresentazione della conoscenza, e basi di dati. In tali ambiti ha pubblicato più di 250 articoli scientifici.
Nell'area dell'intelligenza artificiale e della rappresentazione della conoscenza è conosciuto principalmente per il suo lavoro nell'ambito dell'answer set programming (ASP)
e per lo sviluppo di DLV, un sistema avanzato per la rappresentazione della conoscenza ed il ragionamento automatico.
Nel campo delle basi di dati ha contribuito all'invenzione della hypertree decomposition, un framework per ottenere classi trattabili di query congiuntive, e una generalizzazione della nozione di tree decomposition della teoria dei grafi.

## Premi e riconoscimenti
- Fellow della European Association for Artificial Intelligence (EurAI),[20] ″riconosciuto come un ricercatore Europeo nel campo dell'Intelligenza Artificiale che ha dato un contributo eccezionale nel settore″.[21]
- Membro della Academia Europæa.[22]
- È stato nominato honorarprofessor presso la TU Wien.[23]
- Incluso nella lista dei Top Italian Scientists della Via Academy,[24] che comprende gli scienziati italiani più citati in tutte le discipline.
- Ha vinto diversi Best-Paper award nelle conferenze di programmazione logica.[25][26]
- Ha vinto due Test-of-Time Awards, dalla Association for Computing Machinery (ACM) (2009),[27] e dalla Association for Logic Programming (2018),[28] premi attribuiti agli articoli più influenti presentati alle conferenze principali dell'associazione nei 10 anni precedenti.[29]